# Nelli Kim
Nellja Vladimirovna Kim, detta Nelli (in russo Нелля "Нелли" Владимировна Ким?; Šurob, 29 luglio 1957), è un'ex ginnasta sovietica, vincitrice di cinque medaglie d'oro e di una d'argento in due edizioni olimpiche.
È la seconda ginnasta della storia a conseguire il punteggio di dieci, impresa realizzata alle olimpiadi di Montreal nel 1976, pochi minuti dopo analogo punteggio ottenuto da Nadia Comăneci; è inoltre la prima ad averlo ottenuto al volteggio e al corpo libero.
In occasione delle Olimpiadi di Montreal è stata la prima ginnasta ad eseguire un doppio raccolto al corpo libero, elemento che tuttora è contenuto nel codice dei punteggi (con un valore D, corrispondente a 0,4 punti) ed è uno dei salti più usati dalle ginnaste. Oltre al doppio raccolto, Kim ha inventato altri sei elementi, tuttora validi.

## Biografia
Nellie Kim è nata a Šurab, nel Tagikistan sovietico, da madre tatara e padre di etnìa coreana dell'isola di Sachalin.

## Carriera
Iniziò ad allenarsi sotto la guida di Vladimir Baidin. Non possedeva la flessibilità tipica delle ginnaste dell'epoca, ma riusciva a compensare questa sua mancanza con la difficoltà dei suoi esercizi e la tecnica eccellente con cui eseguiva gli elementi. Nel 1970 Larisa Latynina dichiarò che Nelli Kim non avrebbe avuto alcun futuro nella ginnastica, tuttavia Kim perseverò e nel 1974, a 17 anni, venne inclusa nella squadra sovietica per i Campionati del mondo, dove vinse l'oro con la squadra e il bronzo alla trave.

### Olimpiadi di Montréal
A Montréal Kim vinse 3 ori (squadra, volteggio e corpo libero) e un argento nell'all-around dietro a Nadia Comăneci. In quest'occasione Kim mostrò due elementi fino ad allora mai eseguiti da una ginnasta: lo tsukahara con un avvitamento al volteggio e il doppio raccolto al corpo libero, entrambi ancor oggi contenuti nel Codice dei Punteggi.

### 1978-79
Due anni dopo partecipò ai Campionati del mondo, dove ripeté il risultato di Montreal: oro con la squadra, al volteggio e al corpo libero e argento nell'all-around, dietro alla connazionale Elena Muchina. L'anno seguente ai Mondiali vinse invece l'oro nell'all-around, tre argenti (squadra, trave e corpo libero) e un bronzo al volteggio.

### Olimpiadi di Mosca
Alle Olimpiadi l'Unione Sovietica vinse nuovamente l'oro a squadre e Kim vinse l'oro al corpo libero, come 4 anni prima. Al 2021, Kim e Larisa Latynina sono ancora le uniche ginnaste ad essere riuscite a difendere il proprio titolo olimpico al corpo libero.

### Dopo il ritiro
Una volta ritiratasi dalle competizioni, divenne allenatrice e giudice di gara. Dal 2004 è presidente del Comitato tecnico di ginnastica artistica femminile, che coordina ogni 4 anni la stesura del Codice dei Punteggi; nel 2006 ebbe un importante ruolo nello sviluppo del moderno Codice dei Punteggi, in base al quale le ginnaste non ricevono più un punteggio da 1 a 10 per l'esercizio, ma il punteggio è invece diviso in una nota D (la difficoltà) e una nota E (l'esecuzione) che si sommano per ottenere il punteggio definitivo.

## Elementi eponimi
| Attrezzo     | Nome | Descrizione                                           | Difficoltà | Eseguito per la prima volta |
| ------------ | ---- | ----------------------------------------------------- | ---------- | --------------------------- |
| Volteggio    | Kim  | Ribaltata avanti con 1 avvitamento e mezzo (540°)     | 3.2        | Mondiali del 1974           |
| Volteggio    | Kim  | Tsukahara raccolto con 1 avvitamento (360°)           | 3.8        | Olimpiadi di Montreal 1976  |
| Volteggio    | Kim  | Tsukahara teso con 1 avvitamento (360°)               | 4.4        | Mondiali del 1978           |
| Trave        | Kim  | Salto Gainer raccolto con 1 avvitamento (uscita)      | C          | Olimpiadi di Montreal 1976  |
| Trave        | Kim  | Ruota senza mani con salto indietro raccolto (uscita) | E          | Olimpiadi di Mosca 1980     |
| Corpo libero | Kim  | Doppio salto indietro raccolto                        | D          | Olimpiadi di Montreal 1976  |
| Corpo libero | Kim  | Doppio salto indietro carpiato                        | D          | Mondiali del 1978           |